# Vasili Poyárkov

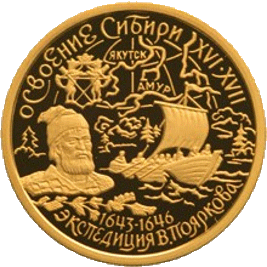
Moneda de 50 rublos Expedición V. Poyarkova (1643-46), parte de una serie conmemorativa sobre el desarrollo y exploración de Siberia (Banco de Rusia, 2001)

Vassili Danilovich Poyarkov (del ruso: Василий Данилович Поярков) (? - después de 1668)  fue el primer explorador ruso de la región del río Amur.

## La expedición de Poyarkov (1643-46)
La expansión rusa en Siberia se inició con la conquista del kanato de Sibir en 1582 y en 1643 ya había logrado alcanzar las costa del océano Pacífico en Ojotsk. Al este del río Yenisei había pocas tierras aptas para la agricultura, excepto Dauria, la tierra entre las montañas Stanovói y el río Amur, que estaba controlada nominalmente por China. Poyarkov fue enviado a explorar esa tierra.
En 1640 estaba en Yakutsk como pismenyy golova  (aproximadamente, a cargo de la documentación y la correspondencia). En junio de 1643, Poyarkov, al frente de 133 hombres partió de Yakutsk, enviado por el voevoda de Yakutsk, Peter Golovin. Al no tener idea de la ruta adecuada, Poyarkov viajó por los ríos Lena, Aldan, Uchur y Gonam. Retrasado por tener que haber hecho 64 portajes, les alcanzó el comienzo del invierno antes de llegar a la cuenca Stanovói. Dejando a 49 de los hombres para pasar el invierno a cargo de los botes y suministros, se dirigió en diciembre al sur, pasando las montañas para llegar a la parte alta del río Zeya, en la región de los daur, donde encontró una tierra de agricultores con animales domésticos, viviendas adecuadas y comercio de productos chinos que pagaban tributo a los manchúes, que acababan de conquistar China. Poyarkov construyó una fortaleza de invierno cerca de la desembocadura del río Umelkan. Para conseguir suministros de los nativos, se empleó con una brutalidad excesiva, provocando así su hostilidad y haciendo que conseguir aprovisionarse fuera aún más difícil. Sus hombres sobrevivieron con una dieta de cortezas de pino, robo de alimentos, animales abandonados en los bosques y nativos cautivos a los que canibalizaron.
En la primavera de 1644 sólo cuarenta de sus hombres quedaban aún con vida. Reuniéndose con el grupo que había invernado, siguieron aguas abajo el Zeya hasta el Amur. Dado que su reputación les precedía y atravesando una zona bastante poblada, tuvieron que abrirse camino por el río Amur sorteando numerosas emboscadas. En el otoño llegaron a la región de los gilyak, en la desembocadura del Amur y permaneció allí durante el segundo invierno. Con tantos enemigos tras de él, Poyarkov no consideró acertado regresar por la misma ruta. Ese invierno reunió algunos datos sobre la isla de Sajalín, donde viven, "la gente peluda" (los ainu). Poyarkov constató que la desembocadura del Amur conducía a los mares del Sur, así que fue el primero europeo en tener una idea de la existencia del estrecho de Tartaria, que separa Sajalin de la parte continental. Recogieron madera y pesca y construyeron botes y en la primavera siguiente, a finales de mayo de 1645, cuando la boca del Amur quedó libre de hielo, Poyarkov entró en el estuario del río Amur, pero no se atrevió a ir al sur, y puso rumbo hacia el norte.
El transporte marítimo en los barcos de río duró tres meses. La expedición se trasladó primero a lo largo de la costa continental de la bahía de Sajalín y luego salió al mar de Ojotsk. A principios de septiembre, Poyarkov entró en la boca del río Ulia. Aquí, los cosacos se encontraron con nativos con los que ya estaban familiarizados, los evenki, y pasaron su tercer invierno en las chozas que habían sido construidas por el también explorador ruso Iván Moskvitin seis años antes. A principios de la primavera de 1646, siguieron la ruta que había seguido Moskvitin y se trasladaron en trineos por el Ulia hasta alcanzar el río Maya. Aquí los exploradores prepararon los botes y navegaron en mayo, durante dieciséis días, descendiéndolo hasta alcanzar el Aldan y llegar luego al río Lena. Lo remontaron y a mediados del mes de junio de 1646 lograron llegar de regreso a Yakutsk.Al igual que tantos hombres que ayudaron a conquistar Siberia, Poyarkov no recibió ninguna recompensa. Sus rudas maneras le habían causado enemigos incluso entre sus propios hombres. El voevoda de Yakutsk le envió a Moscú para ser juzgado y a un destino desconocido. Sea lo fuese que pensasen las autoridades sobre el propio Poyarkov, si estuvieron satisfechos con la información que les suministró y se organizó otra expedición rusa al Amur, que fue dirigida por Yeroféi Jabárov en 1650.